# シュリーランガパトナ

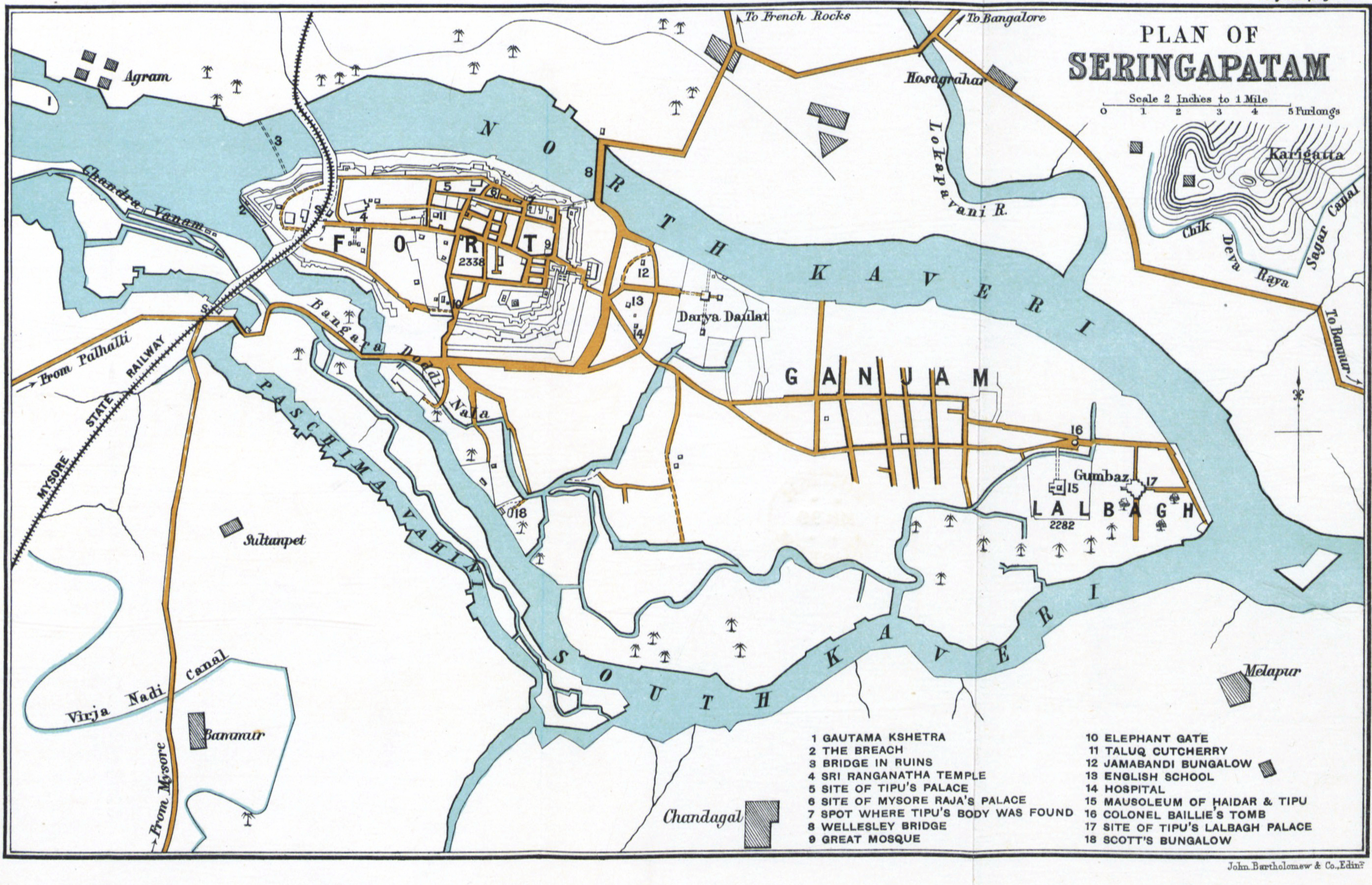
シュリーランガパトナの地図

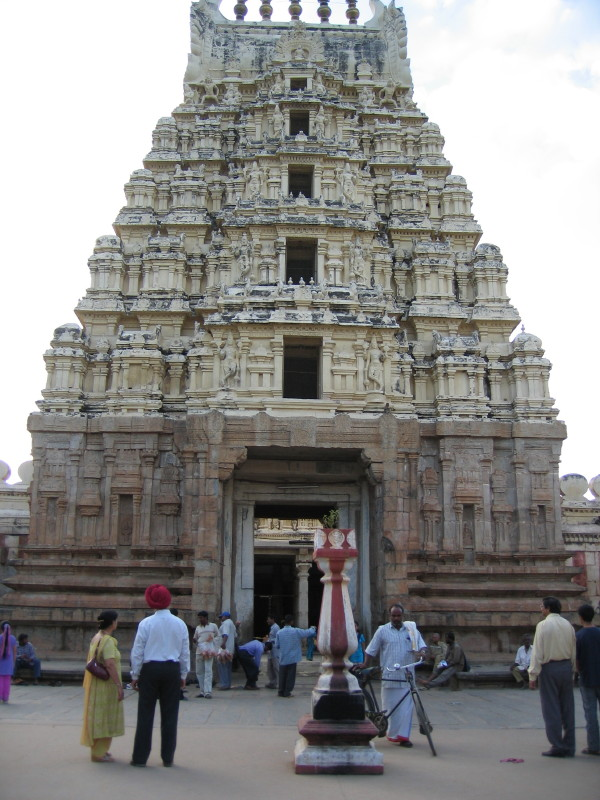
シュリーランガパトナのランガナータ寺院

シュリーランガパトナ（カンナダ語：ಶ್ರೀರಂಗಪಟ್ಟಣ、英語：Srirangapatna）は、南インドのカルナータカ州、マンディヤ県の都市。シュリーラガンパッタナ（Srirangapattana）とも呼ばれる。戦争および植民地時代、イギリス人はセリンガパタム（Seringapatam）と呼んだ。かつてはマイソール王国の首都でもあった。
シュリーランガパトナ市はカーヴェーリ川の中州に浮かぶ島であるため、シュリーランガパトナ島（Srirangapatna Island）とも呼ばれる。また、この都市から15キロの地点にマイソールがある。

## 歴史

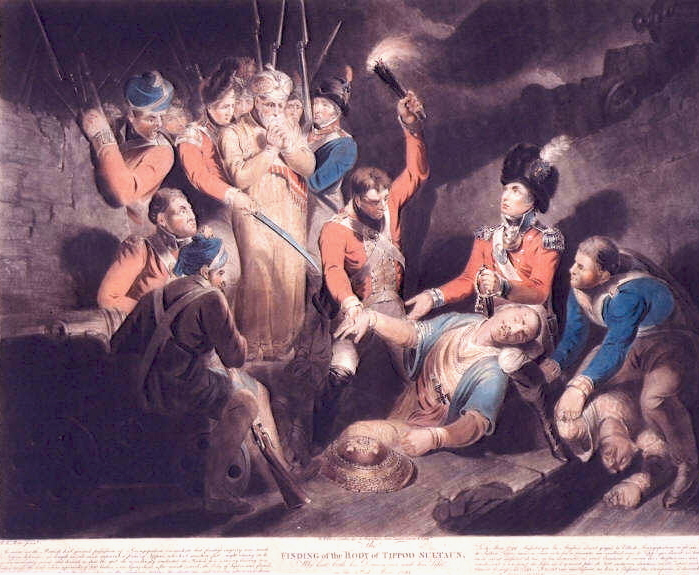
殺害されたティプー・スルターン

1610年、マイソール王ラージャ・オデヤ1世がヴィジャヤナガル王国から独立し、同時に首都はマイソールからシュリーランガパトナへと移された。
18世紀、デカンから南下したマラーター王国の勢力がマイソール王国に侵攻し、首都シュリーランガパトナは幾度か包囲された。
1761年、ハイダル・アリーが王国の実権を握り、シュリーランガパトナも彼が事実上支配するところとなった。
1799年5月4日、マイソール王ティプー・スルターンが第四次マイソール戦争中、シュリーランガパトナの攻防戦において壮絶な戦死を遂げた（シュリーランガパトナ包囲戦）。
その後、マイソール王国は藩王国となり、首都はマイソールの地へと移され、シュリーランガパトナの王都としての歴史は終焉した。